# Universal Language (Film)
Universal Language (im Französischen Une langue universelle, beides für „Eine universelle Sprache“, im Persischen auch آواز بوقلمون für „Lied des Truthahns“) ist eine surreale Filmkomödie von Matthew Rankin. Der Film, in dem Geschichten von mehreren Menschen erzählt werden, deren Leben auf mysteriöse Weise miteinander verflochten sind, ist eine kanadische Produktion und feierte im Mai 2024 bei den Internationalen Filmfestspielen in Cannes seine Premiere. Der Kinostart in Deutschland erfolgte im Januar 2025. Universal Language wurde von Kanada als Beitrag für die Oscarverleihung 2025 als bester Internationaler Film eingereicht.

## Handlung
Negin und ihre Schwester Nazgol besuchen die Grundschule. Eines Tages finden sie eine im Wintereis eingefrorene 500-Rial-Note und beschließen, ihrem Klassenkameraden Omid damit eine neue Brille zu kaufen, da seine alte ihm von einem Truthahn geklaut wurde. Auf die Empfehlung von Massoud, einem Fremdenführer, hin machen sie sich auf den Weg, um beim nahegelegenen Truthahnhändler eine Axt zu holen. Damit wollen sie den Eisblock aus dem Boden hacken.
Massoud führt eine Gruppe von Touristen durch die Denkmäler und historischen Stätten von Winnipeg.
Matthew kündigt seinen bedeutungslosen Job in einem Regierungsbüro in Quebec und begibt sich auf eine Reise, um seine kranke Mutter zu besuchen. Er nimmt den Bus und muss nach einer Panne zu Fuß weiter durch den Schnee stapfen. Als er in Winnipeg ankommt und zu seinem Elternhaus läuft, fühlt er sich in seiner Heimatstadt wie ein Fremder.

## Produktion

### Filmstab und Besetzung

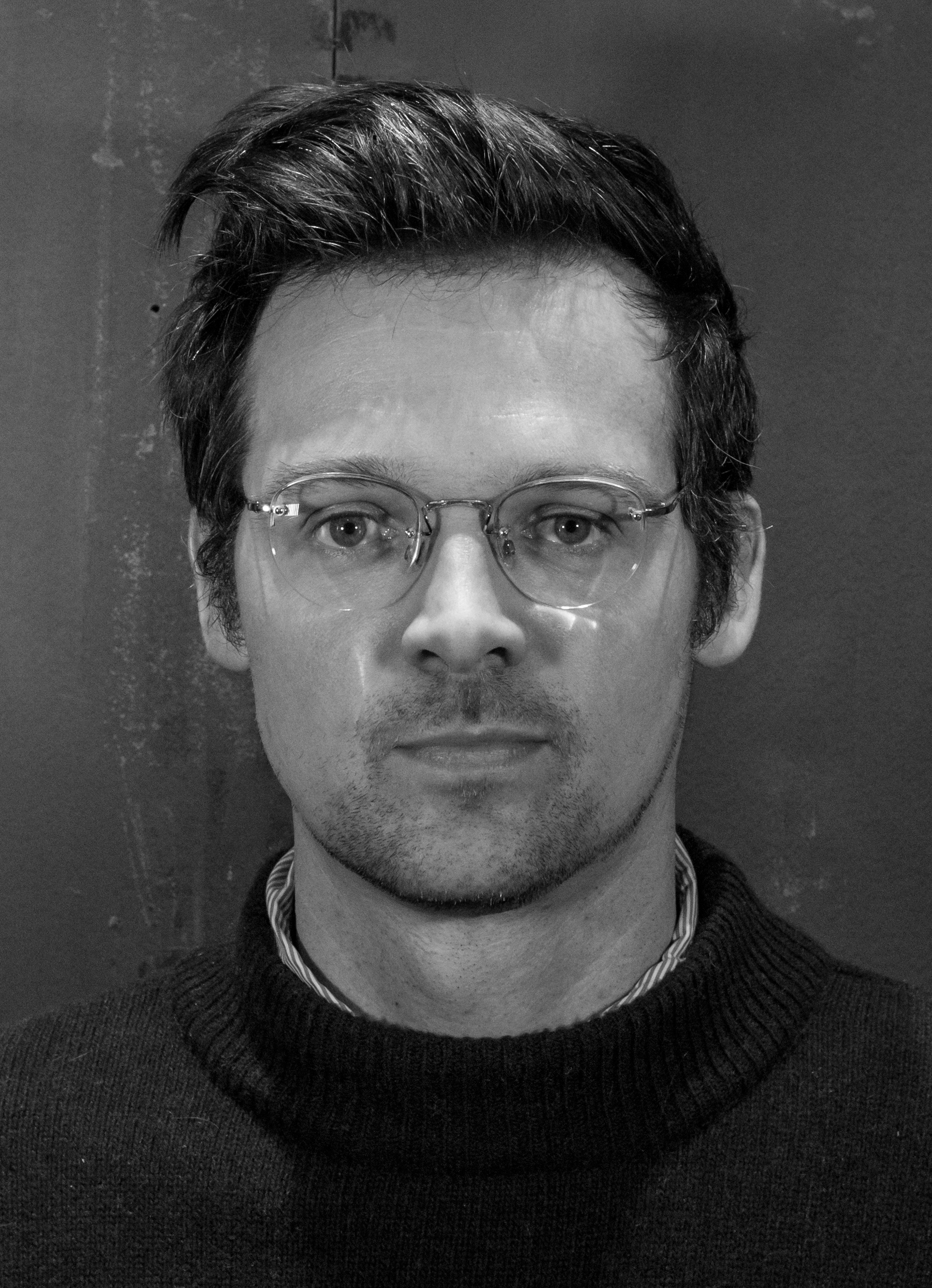
Regisseur Matthew Rankin

Regie führte der Kanadier Matthew Rankin, der gemeinsam mit Ila Firouzabadi und Pirouz Nemati auch das Drehbuch schrieb. Es handelt sich bei Universal Language um Rankins zweiten Spielfilm nach der satirischen Tragikomödie The Twentieth Century. Beide Filme spielen in Winnipeg, wo Rankin geboren wurde. Der persische Titel von Universal Language lautet آواز بوقلمون, was sich mit „Lied des Truthahns“ übersetzen lässt. Den Filmschnitt übernahm Xi Feng. Sie stammt aus China und arbeitete später in Kanada und Frankreich.
Die Newcomerin Rojina Esmaeili spielt Negin und Saba Vahedyousefi ihre Schwester Nazgûl. Mani Soleymanlou spielt den Grundschullehrer Monseur Bilodeau. Sobhan Javadi spielt Omid, einen von Negins und Nazgûls Klassenkameraden, dem sie eine neue Brille kaufen wollen. Regisseur Rankin selbst ist in der Rolle des Winnipeg-Heimkehrers Mathieu beziehungsweise Matthew Rankin zu sehen. Sein Koautor Pirouz Nemati spielt Negins und Nazgûls Vater, den Tourguide Massoud, der kleine Gruppen auf Wandertouren durch Winnipeg führt. Massoud ist auch der Mann, der nun bei Rankins Mutter lebt und ihn „ersetzt“ hat. Weiter auf der Besetzungsliste findet sich Danielle Fichaud als Monseur Cast.

### Szenenbild und Dreharbeiten
Das Szenenbild schuf Louisa Schabas. Für das Teehaus, in dem sich die Einwohner Winnipegs an kalten Tagen aufwärmen, verwendete sie das jedem Kanadier bekannte Logo der Fastfood-Kette Tim Hortons, die 1964 von dem kanadischen Eishockeyspieler und Unternehmer gegründet wurde.
Die Dreharbeiten fanden in Montreal and Winnipeg statt. Kamerafrau Isabelle Stachtchenko war zuletzt für Cette maison von Miryam Charles und den Dokumentarfilm Le Mythe de la femme noire von Ayana O'Shun tätig. Sie drehte Universal Language auf 16-mm-Film und verwendete dabei eine Arriflex-Spiegelreflex-Kamera. Um perfekt geradlinige Aufnahmen zu machen und aus der vorhandenen Architektur eine Art starre geometrische Welt zu schaffen, wurde die Kamera während der Dreharbeiten immer wieder auf Tragekonstruktionen montiert. Die Aufnahmen sind in tristen Beige- und Grautönen gehalten und entsprechen damit der filmischen Unterteilung Winnipegs in ein „beiges Viertel“ und ein „graues Viertel“.

### Filmmusik und Veröffentlichung
Die Filmmusik komponierten Amir Amiri und Christophe Lamarche-Ledoux. Letzterer arbeitete bereits für Rankins The Twentieth Century und zuletzt für Saint-Narcisse von Bruce LaBruce.
Die Premiere des Films erfolgte am 18. Mai 2024 bei den Internationalen Filmfestspielen in Cannes, wo er in der Quinzaine des cíneastes gezeigt wurde. Im Vorfeld sicherte sich Best Friend Forever die internationalen Rechte am Film. Im Juli 2024 wurde er beim Filmfestival „Goldene Aprikose“ vorgestellt. Im August 2024 wurde der Film beim Melbourne International Film Festival gezeigt. Anfang September 2024 wurde er beim Nashville Film Festival und Mitte September 2024 bei der Filmkunstmesse Leipzig vorgestellt und ebenso beim Toronto International Film Festival. Ende September 2024 wurde er beim Pingyao International Film Festival gezeigt und Ende September, Anfang Oktober 2024 beim Vancouver International Film Festival und beim New York Film Festival. Hiernach wurde er beim London Film Festival, beim Montclair Film Festival, beim AFI Fest und beim Savannah Film Festival vorgestellt. Anfang Oktober 2024 erfolgten auch Vorstellungen beim Filmfest Hamburg. Ende Oktober 2024 wurde der Film bei der Viennale gezeigt. Im November 2024 wurde er beim Braunschweig International Film Festival gezeigt. Im Januar 2025 wird Universal Language beim Palm Springs International Film Festival vorgestellt. Der Kinostart in Deutschland war am 23. Januar 2025. Am 14. Februar 2025 kam der Film in ausgewählte US-Kinos.

## Rezeption

### Kritiken
Von den bei Rotten Tomatoes aufgeführten Kritiken sind 95 Prozent positiv. Bei Metacritic erhielt der Film einen Metascore von 84 von 100 möglichen Punkten.
Michael Grünwald beschreibt in seiner Kritik für uncut.at, man nehme die Welt in Universal Language als ein Panoptikum surrealer Miniaturen hinter einer sinnbildlich bröckelnden Fassade schmuck- und fensterloser Häuserfronten. Wie in einer Schneekugel seien deren Bewohner einmal gründlich durchgeschüttelt worden, und Sprachen und Orte hätten sich verschoben. Matthew Rankin halte mit dem Mikroskop  gezielt auf die merkwürdigen, gesellschaftlichen Strukturen der Bewohner einer Stadt, die er als ein „neues Babel“ beschreibt, die Insider wohl szenenweise wiedererkennen würden, andere jedoch keinesfalls. Universal Language sei eine Schmuckschatulle, prall gefüllt mit Ideen, die eine karussellartige Geschichte erzählen, von Truthähnen, Kleenex-Tüchern und einer Neudefinition für den Tourismus attraktiver Sehenswürdigkeiten. Die Tableaus des kanadischen Regisseurs seien nicht von dieser Welt, sie erzählten von einem alternativen Universum voller liebenswerter, aber gewöhnungsbedürftiger Figuren. Wie Wes Anderson oder Roy Andersson könnte Rankin mit diesem Film und seiner vorausgehenden Fake-Biografie The Twentieth Century den Grundstein dafür gelegt haben, auch zukünftig ein ausgesuchtes Publikum mit Hang zum Absurden begeistern zu können, mit einem Stil und einer Handschrift, die niemand sonst imitieren kann. Universal Language hinterfrage gesellschaftliche Strukturen, Wertigkeiten und Identitäten und verzerre auf burleske Weise die Marktwirtschaft, den Familiensinn und menschliche Fehler in der Kommunikation.

### Auszeichnungen
Universal Language wurde von Kanada als Beitrag für die Oscarverleihung 2025 als bester Internationaler Film eingereicht und später in eine 15 Titel umfassende Shortlist dieser Kategorie aufgenommen. Im Folgenden eine Auswahl weiterer Nominierungen und Auszeichnungen.
Belfast Film Festival 2024
- Nominierung im Internationalen Wettbewerb[35]

Directors Guild of Canada Awards 2024
- Nominierung für den Jean-Marc-Vallee-Discovery-Award (Matthew Rankin)[36]

Filmfest Hamburg 2024
- Auszeichnung mit dem Arthouse Cinema Award[37]

Internationale Filmfestspiele von Cannes 2024
- Nominierung in der Quinzaine des cinéastes (Matthew Rankin)
- Auszeichnung mit dem Publikumspreis in der Quinzaine des cinéastes (Matthew Rankin)[38]

Internationales Filmfestival von Stockholm 2024
- Nominierung im Wettbewerb
- Auszeichnung für die Beste Regie (Matthew Rankin)[39][40]

Internationales Filmfestival Thessaloniki 2024
- Auszeichnung als Bester Film im Film Forward Competition[41]

Melbourne International Film Festival 2024
- Auszeichnung als Bester Film im Bright Horizons Competition[42]

Montclair Film Festival 2024
- Nominierung im Spielfilmwettbewerb[23]

Nashville Film Festival 2024
- Nominierung für den Grand Jury Prize im Narrative Feature Competition (Matthew Rankin)[43]

National Board of Review Awards 2024
- Aufnahme in die Top 5 der internationalen Filme[44]

Palm Springs International Film Festival 2025
- Nominierung als Bester internationaler Spielfilm[29]

Pingyao International Film Festival 2024
- Nominierung als Bester Film für den Roberto Rossellini Award
- Nominierung für den Publikumspreis

Toronto International Film Festival 2024
- Auszeichnung mit dem Best Canadian Discovery Award[45]

Vancouver International Film Festival 2024
- Auszeichnung als Bester kanadischer Film mit dem  Summit Award[46]

Viennale 2024
- Auszeichnung mit dem FIPRESCI-Preis (Matthew Rankin)[47]